# 坂東彦三郎 (初代)
初代 坂東彦三郎（しょだい ばんどう ひこさぶろう、1693年（元禄6年） - 1751年1月27日（寛延4年1月1日））は、歌舞伎役者。屋号は萬屋。俳名に薪水。
大坂の立役篠塚次郎左衛門の甥とも山城国伏見の武士の子とも、また相模国足柄下郡江浦の生まれともいわれる。
最初江戸で篠塚菊松の名で修行する。宝永3年（1706年）11月に大坂篠塚次郎左衛門座で坂東菊松を名乗り、角前髪で拍子事を演じたのが初舞台。翌年11月坂東彦三郎と改める。宝永8年（1711年）11月京都へ上り、同地に留まること2年間、この間所作事、武道、やつし事などで京坂で活躍。
享保14年（1729年）江戸に下り初代坂東又太郎の門に入る。元文5年（1740年）11月江戸に帰り、江戸の大立者として大御所の二代目市川團十郎、初代澤村宗十郎、若手の初代大谷廣次と共に当時の四天王といわれた。